# Dragan Ćirić
Dragan Ćirić (in serbo Драган Ћирић?; Jakovo, 15 settembre 1974) è un ex calciatore serbo, di ruolo centrocampista.
Nazionale serbo, durante la sua carriera ha giocato con le squadre di Partizan, Barcellona, AEK Atene e Valladolid.

## Palmarès

### Club

#### Competizioni nazionali
- Campionato serbomontenegrino: 5

Partizan: 1992-1993, 1993-1994, 1995-1996, 1996-1997, 2004-2005
- Coppa di Serbia e Montenegro: 1

Partizan: 1993-1994
- Campionato spagnolo: 2

Barcellona: 1997-1998, 1998-1999
- Coppa di Spagna: 1

Barcellona: 1997-1998
- Coppa di Grecia: 1

AEK Atene: 1999-2000

#### Competizioni internazionali
- Supercoppa UEFA: 1

Barcellona: 1997